# Jalen Green

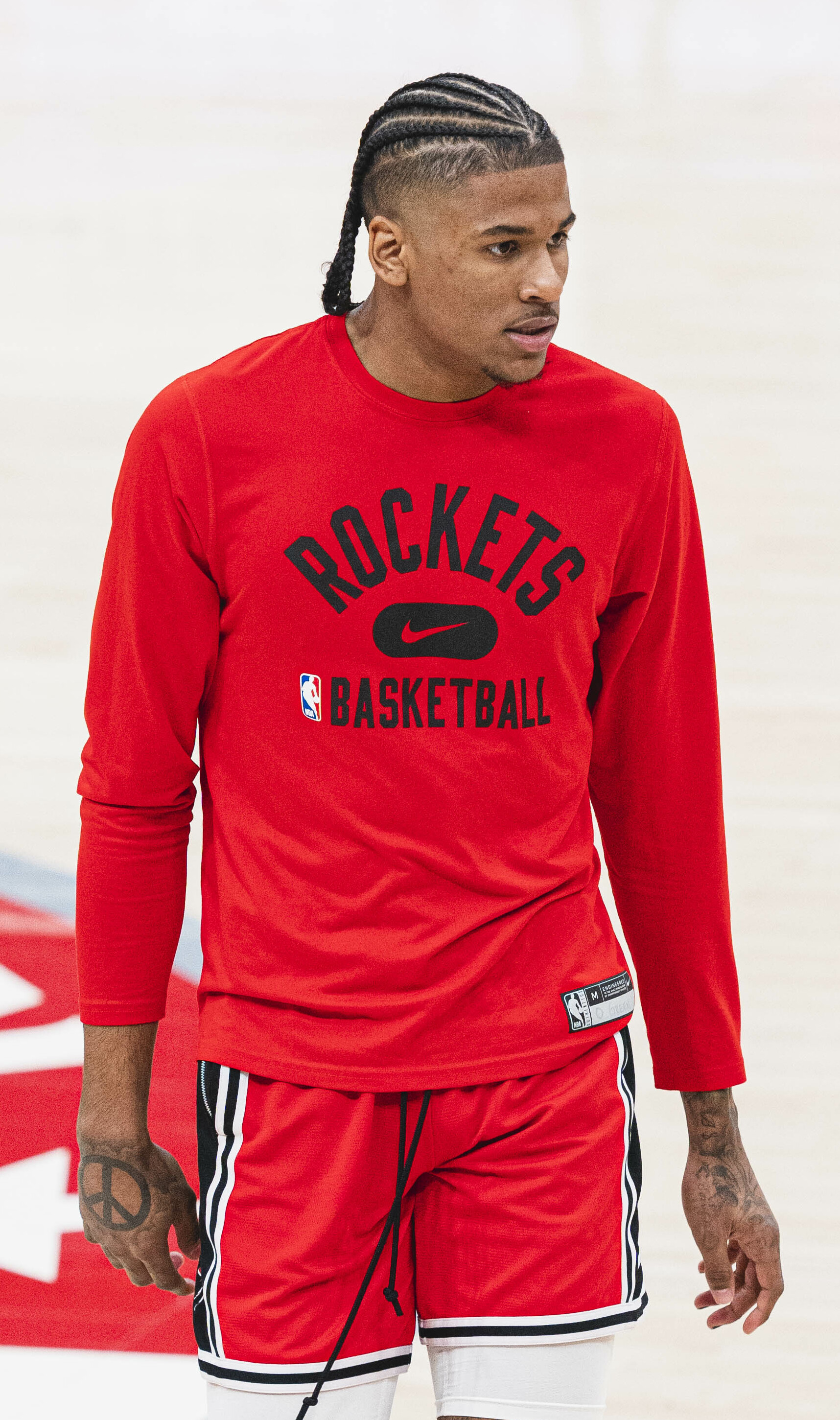
Jalen Green, 2022.

Jalen Romande Green, född 9 februari 2002 i Merced i Kalifornien, är en amerikansk professionell basketspelare (SG) som spelar för Phoenix Suns i National Basketball Association (NBA). Han har tidigare spelat för Houston Rockets.
Green draftades av Houston Rockets i första rundan i 2021 års draft som andre spelare totalt.